# Молинаријева капија
Молинаријева капија се налази на главном југоисточном колском прилазу Горњој тврђави Петроварадинској тврђави. Састоји се од две капије: унутрашње смештене у равелину и спољне која пролазу кроз североисточно крило контрагарде.
Као и све комуникационе капије у тврђави и ова капија је отворена, са фасадама у виду декоративно обрађених стубова. Бочни зидови капије, обликовани на начин да висином прате профил земљаног грудобрана, завршени су венцем од настично постављених опека. Стубови су наглашени пиластрима завршеним истакнутим профилисаним капителом и стилизованим каменим украсима са квадратном базом и куглом на врху. 